# Parochamus thomsoni
Parochamus thomsoni är en skalbaggsart. Parochamus thomsoni ingår i släktet Parochamus och familjen långhorningar.

## Underarter
Arten delas in i följande underarter:
- P. t. thomsoni
- P. t. buea
- P. t. marshalli